# Turbonilla shuyakensis
Turbonilla shuyakensis är en snäckart som beskrevs av Bartsch 1927. Turbonilla shuyakensis ingår i släktet Turbonilla och familjen Pyramidellidae. Inga underarter finns listade i Catalogue of Life.